# Don-Angelo Konadu
Don-Angelo Konadu (Amsterdam, 3 mei 2006) is een Nederlands-Ghanees voetballer die doorgaans speelt als aanvaller. Hij speelt sinds 2014 voor Ajax, sinds 2024 uitkomend voor Jong Ajax.

## Clubcarrière
Konadu doorliep de jeugdopleiding van Ajax, dat hem scoutte bij het Amsterdamse AVV Zeeburgia. Hij kreeg op 3 mei 2023 zijn eerste profcontract aangeboden. Op 12 augustus 2024, in de eerste speelronde van het seizoen 2024/25, maakte Konadu zijn debuut in het betaald voetbal voor Jong Ajax. Hij speelde de hele wedstrijd tegen Jong PSV, die eindigde in 2-2. Hij maakte zijn eerste doelpunt voor de club op 22 november, in een 3-0 gewonnen wedstrijd tegen Telstar. Op aangeven van Sean Steur maakte hij de 1-0. 
Op 23 februari 2025 debuteerde hij als invaller voor het eerste team van Ajax tijdens de thuiswedstrijd tegen Go Ahead Eagles. Hij kwam in de 86e minuut in het veld voor Bertrand Traoré. Niet lang daarna, op 6 maart debuteerde hij tijdens een Europese wedstrijd van het eerste team, als invaller in de thuiswedstrijd tegen Eintracht Frankfurt in de UEFA Europa League (1-2). Hij kwam in de 71e minuut in het veld, weer voor Traoré. Op 6 april mocht hij zijn basisdebuut maken in de Eredivisie tegen NAC Breda (3-1).

### Statistieken
| Seizoen | Club      | Competitie     | Competitie | Competitie | Beker | Beker | Overig | Overig | Totaal | Totaal |
| Seizoen | Club      | Competitie     | Wed.       | Dlp.       | Wed.  | Dlp.  | Dlp.   | Dlp.   | Wed.   | Dlp.   |
| ------- | --------- | -------------- | ---------- | ---------- | ----- | ----- | ------ | ------ | ------ | ------ |
| 2024/25 | Jong Ajax | Eerste divisie | 19         | 1          | 0     | 0     | 0      | 0      | 19     | 1      |
| 2024/25 | Ajax      | Eredivisie     | 3          | 0          | 0     | 0     | 2      | 0      | 5      | 0      |
| Totaal  |           |                | 22         | 1          | 0     | 0     | 2      | 0      | 24     | 1      |

Bijgewerkt op 23 april 2025.

## Interlandcarrière
Konadu speelde interlands voor verschillende jeugdelftallen van Nederland.

## Erelijst
| EK Onder 19 | 1x | 2025 |